# Taio Cruz/Diskografie
Diese Diskografie ist eine Übersicht über die musikalischen Werke des britischen R&B-Sängers Taio Cruz. Den Quellenangaben und Schallplattenauszeichnungen zufolge hat er bisher mehr als 32,2 Millionen Tonträger verkauft, davon alleine in seiner Heimat über 7,4 Millionen. Seine erfolgreichste Veröffentlichung ist die Single Dynamite mit über 12,3 Millionen verkauften Einheiten.

## Alben

### Studioalben
| Jahr | Titel Musiklabel              | Höchstplatzierung, Gesamtwochen, AuszeichnungChartplatzierungen (Jahr, Titel, Musiklabel, Platzierungen, Wochen, Auszeichnungen, Anmerkungen) | Höchstplatzierung, Gesamtwochen, AuszeichnungChartplatzierungen (Jahr, Titel, Musiklabel, Platzierungen, Wochen, Auszeichnungen, Anmerkungen) | Höchstplatzierung, Gesamtwochen, AuszeichnungChartplatzierungen (Jahr, Titel, Musiklabel, Platzierungen, Wochen, Auszeichnungen, Anmerkungen) | Höchstplatzierung, Gesamtwochen, AuszeichnungChartplatzierungen (Jahr, Titel, Musiklabel, Platzierungen, Wochen, Auszeichnungen, Anmerkungen) | Höchstplatzierung, Gesamtwochen, AuszeichnungChartplatzierungen (Jahr, Titel, Musiklabel, Platzierungen, Wochen, Auszeichnungen, Anmerkungen) | Anmerkungen                                                |
| Jahr | Titel Musiklabel              | DE | AT | CH | UK | US | Anmerkungen                                                |
| ---- | ----------------------------- | --- | --- | --- | --- | --- | ---------------------------------------------------------- |
| 2008 | Departure                     | — | — | — | UK17 Gold · (27 Wo.)UK | — | Erstveröffentlichung: 17. März 2008 Verkäufe: + 100.000    |
| 2009 | Rokstarr Island Records (UMG) | DE31 Gold · (16 Wo.)DE | AT36 Gold · (9 Wo.)AT | CH37 (27 Wo.)CH | UK14 Gold · (5 Wo.)UK | US8 (26 Wo.)US | Erstveröffentlichung: 12. Oktober 2009 Verkäufe: + 315.000 |
| 2011 | TY.O Island Records (UMG)     | DE28 Gold · (25 Wo.)DE | AT36 Gold · (8 Wo.)AT | CH15 (24 Wo.)CH | — | — | Erstveröffentlichung: 2. Dezember 2011 Verkäufe: + 110.000 |

### Livealben
| Jahr | Titel Musiklabel                    | Anmerkungen                |
| ---- | ----------------------------------- | -------------------------- |
| 2010 | iTunes Session Island Records (UMG) | Erstveröffentlichung: 2010 |

### Kompilationen
| Jahr | Titel                   | Höchstplatzierung, Gesamtwochen, AuszeichnungChartplatzierungen (Jahr, Titel, Platzierungen, Wochen, Auszeichnungen, Anmerkungen) | Höchstplatzierung, Gesamtwochen, AuszeichnungChartplatzierungen (Jahr, Titel, Platzierungen, Wochen, Auszeichnungen, Anmerkungen) | Höchstplatzierung, Gesamtwochen, AuszeichnungChartplatzierungen (Jahr, Titel, Platzierungen, Wochen, Auszeichnungen, Anmerkungen) | Höchstplatzierung, Gesamtwochen, AuszeichnungChartplatzierungen (Jahr, Titel, Platzierungen, Wochen, Auszeichnungen, Anmerkungen) | Höchstplatzierung, Gesamtwochen, AuszeichnungChartplatzierungen (Jahr, Titel, Platzierungen, Wochen, Auszeichnungen, Anmerkungen) | Anmerkungen                                                  |
| Jahr | Titel                   | DE | AT | CH | UK | US | Anmerkungen                                                  |
| ---- | ----------------------- | --- | --- | --- | --- | --- | ------------------------------------------------------------ |
| 2010 | The Rokstarr Collection | — | — | — | UK16 Gold · (12 Wo.)UK | — | Erstveröffentlichung: 20. September 2010 Verkäufe: + 100.000 |

### EPs
| Jahr | Titel Musiklabel                   | Anmerkungen                             |
| ---- | ---------------------------------- | --------------------------------------- |
| 2012 | The Fast Hits Island Records (UMG) | Erstveröffentlichung: 13. Dezember 2012 |

## Singles

### Als Leadmusiker
| Jahr | Titel Album                                                        | Höchstplatzierung, Gesamtwochen, AuszeichnungChartplatzierungen (Jahr, Titel, Album, Platzierungen, Wochen, Auszeichnungen, Anmerkungen) | Höchstplatzierung, Gesamtwochen, AuszeichnungChartplatzierungen (Jahr, Titel, Album, Platzierungen, Wochen, Auszeichnungen, Anmerkungen) | Höchstplatzierung, Gesamtwochen, AuszeichnungChartplatzierungen (Jahr, Titel, Album, Platzierungen, Wochen, Auszeichnungen, Anmerkungen) | Höchstplatzierung, Gesamtwochen, AuszeichnungChartplatzierungen (Jahr, Titel, Album, Platzierungen, Wochen, Auszeichnungen, Anmerkungen) | Höchstplatzierung, Gesamtwochen, AuszeichnungChartplatzierungen (Jahr, Titel, Album, Platzierungen, Wochen, Auszeichnungen, Anmerkungen) | Anmerkungen                                                                                        |
| Jahr | Titel Album                                                        | DE | AT | CH | UK | US | Anmerkungen                                                                                        |
| ---- | ------------------------------------------------------------------ | --- | --- | --- | --- | --- | -------------------------------------------------------------------------------------------------- |
| 2006 | I Just Wanna Know Departure                                        | — | — | — | UK29 (8 Wo.)UK | — | Erstveröffentlichung: 30. Oktober 2006                                                             |
| 2007 | Moving On Departure                                                | — | — | — | UK26 (5 Wo.)UK | — | Erstveröffentlichung: 3. September 2007                                                            |
| 2008 | Come On Girl Departure                                             | — | — | — | UK5 (21 Wo.)UK | — | Erstveröffentlichung: 11. Februar 2008 feat. Luciana Caporoso                                      |
| 2008 | I Can Be Departure                                                 | — | — | — | UK18 (14 Wo.)UK | — | Erstveröffentlichung: 21. Mai 2008                                                                 |
| 2008 | She’s Like a Star Departure                                        | — | — | — | UK20 Silber · (15 Wo.)UK | — | Erstveröffentlichung: 4. August 2008 Verkäufe: + 200.000                                           |
| 2009 | Break Your Heart Rokstarr                                          | DE5 ×2Doppelplatin · (41 Wo.)DE | AT10 Gold · (38 Wo.)AT | CH1 ×2Doppelplatin · (46 Wo.)CH | UK1 * ×2Doppelplatin · (23 Wo.)UK | US1 ×3Dreifachplatin · (29 Wo.)US | Erstveröffentlichung: 13. September 2009 Verkäufe: + 5.865.788; feat. Ludacris / *ohne Ludacris    |
| 2009 | No Other One Rokstarr                                              | — | — | — | UK42 (5 Wo.)UK | — | Erstveröffentlichung: 30. November 2009                                                            |
| 2010 | Dirty Picture Rokstarr                                             | — | — | — | UK6 Silber · (12 Wo.)UK | US96 (1 Wo.)US | Erstveröffentlichung: 5. April 2010 Verkäufe: + 242.500; feat. Ke$ha                               |
| 2010 | Dynamite Rokstarr                                                  | DE3 ×5Fünffachgold · (38 Wo.)DE | AT2 Platin · (31 Wo.)AT | CH3 Platin · (32 Wo.)CH | UK1 ×3Dreifachplatin · (39 Wo.)UK | US2 ×8Achtfachplatin · (47 Wo.)US | Erstveröffentlichung: 30. Juli 2010 Verkäufe: + 12.342.800                                         |
| 2010 | Higher Rokstarr                                                    | DE3 Platin · (42 Wo.)DE | AT3 Platin · (27 Wo.)AT | CH4 Platin · (29 Wo.)CH | UK8 Gold · (21 Wo.)UK | US24 * Platin · (12 Wo.)US | Erstveröffentlichung: 30. November 2010 Verkäufe: + 2.001.300; feat. Kylie Minogue / *Travie McCoy |
| 2011 | Telling the World Rio (O.S.T.) • Rokstarr (Special Edition) • TY.O | DE35 (13 Wo.)DE | AT21 (4 Wo.)AT | — | — | — | Erstveröffentlichung: 8. April 2011                                                                |
| 2011 | Hangover TY.O                                                      | DE2 ×3Dreifachplatin · (45 Wo.)DE | AT1 ×2Doppelplatin · (30 Wo.)AT | CH1 ×3Dreifachplatin · (34 Wo.)CH | UK27 Silber · (3 Wo.)UK | US62 (1 Wo.)US | Erstveröffentlichung: 4. Oktober 2011 Verkäufe: + 1.807.500; feat. Flo Rida                        |
| 2011 | Troublemaker TY.O                                                  | DE6 Gold · (26 Wo.)DE | AT12 (18 Wo.)AT | CH7 Platin · (22 Wo.)CH | UK3 (7 Wo.)UK | — | Erstveröffentlichung: 9. Dezember 2011 Verkäufe: + 250.000                                         |
| 2012 | There She Goes TY.O                                                | DE5 ×3Dreifachgold · (22 Wo.)DE | AT8 (24 Wo.)AT | CH2 Gold · (22 Wo.)CH | UK12 (6 Wo.)UK | — | Erstveröffentlichung: 20. April 2012 Verkäufe: + 465.000; feat. Pitbull                            |
| 2012 | World in Our Hands TY.O                                            | DE4 Gold · (25 Wo.)DE | AT5 (18 Wo.)AT | CH40 (6 Wo.)CH | — | — | Erstveröffentlichung: 27. Juli 2012 Verkäufe: + 150.000                                            |
| 2012 | Fast Car TY.O (American Edition)                                   | DE39 (15 Wo.)DE | AT34 (6 Wo.)AT | — | — | — | Erstveröffentlichung: 14. August 2012                                                              |
| 2015 | Do What You Like –                                                 | — | — | — | — | — | Erstveröffentlichung: 27. April 2015                                                               |
| 2017 | Row the Body –                                                     | — | — | — | — | — | Erstveröffentlichung: 10. November 2017 feat. French Montana                                       |
| 2018 | Signs –                                                            | — | — | — | — | — | Erstveröffentlichung: 8. Juni 2018 mit Hugel                                                       |

### Als Gastmusiker
| Jahr | Titel Album                                 | Höchstplatzierung, Gesamtwochen, AuszeichnungChartplatzierungen (Jahr, Titel, Album, Platzierungen, Wochen, Auszeichnungen, Anmerkungen) | Höchstplatzierung, Gesamtwochen, AuszeichnungChartplatzierungen (Jahr, Titel, Album, Platzierungen, Wochen, Auszeichnungen, Anmerkungen) | Höchstplatzierung, Gesamtwochen, AuszeichnungChartplatzierungen (Jahr, Titel, Album, Platzierungen, Wochen, Auszeichnungen, Anmerkungen) | Höchstplatzierung, Gesamtwochen, AuszeichnungChartplatzierungen (Jahr, Titel, Album, Platzierungen, Wochen, Auszeichnungen, Anmerkungen) | Höchstplatzierung, Gesamtwochen, AuszeichnungChartplatzierungen (Jahr, Titel, Album, Platzierungen, Wochen, Auszeichnungen, Anmerkungen) | Anmerkungen                                                                                      |
| Jahr | Titel Album                                 | DE | AT | CH | UK | US | Anmerkungen                                                                                      |
| ---- | ------------------------------------------- | --- | --- | --- | --- | --- | ------------------------------------------------------------------------------------------------ |
| 2003 | Rainfall –                                  | — | — | — | — | — | Erstveröffentlichung: 10. November 2003 Nitin Sawhney feat. Taio Cruz                            |
| 2009 | Take Me Back Catch 22                       | — | — | — | UK3 Gold · (21 Wo.)UK | — | Erstveröffentlichung: 19. Januar 2009 Verkäufe: + 400.000; Tinchy Stryder feat. Taio Cruz        |
| 2010 | Second Chance Third Strike                  | — | — | — | UK22 (3 Wo.)UK | — | Erstveröffentlichung: 31. Oktober 2010 Tinchy Stryder feat. Taio Cruz                            |
| 2010 | Shine a Light Above the Noise               | — | — | — | UK4 Platin · (19 Wo.)UK | — | Erstveröffentlichung: 7. November 2010 Verkäufe: + 600.000; McFly feat. Taio Cruz                |
| 2011 | Cryin’ Over You –                           | — | — | — | — | — | Erstveröffentlichung: 17. Juni 2011 Nightcrawlers feat. Taio Cruz                                |
| 2011 | Little Bad Girl Nothing but the Beat / TY.O | DE5 Gold · (30 Wo.)DE | AT5 Gold · (20 Wo.)AT | CH7 Gold · (25 Wo.)CH | UK4 Gold · (17 Wo.)UK | US70 (1 Wo.)US | Erstveröffentlichung: 22. Juni 2011 Verkäufe: + 747.900; David Guetta feat. Taio Cruz & Ludacris |
| 2016 | Booty Bounce –                              | DE83 (2 Wo.)DE | — | — | — | — | Erstveröffentlichung: 29. Januar 2016 Tujamo & Taio Cruz                                         |

## Musikvideos
| Jahr | Lied                                      | Regie            |
| ---- | ----------------------------------------- | ---------------- |
| 2006 | I Just Wanna Know                         | Andy Hilton      |
| 2007 | Moving On                                 | Shane Stirling   |
| 2008 | Come on Girl                              | Alex Herron      |
| 2008 | I Can Be                                  | Alex Herron      |
| 2008 | She’s Like a Star                         | Alex Herron      |
| 2009 | Take Me Back                              | Emil Nava        |
| 2009 | Break Your Heart                          | Alex Herron      |
| 2009 | No Other One                              | Alex Herron      |
| 2009 | Break Your Heart (Version 2 mit Ludacris) | Alex Herron, Taj |
| 2010 | Dirty Picture                             | Alex Herron      |
| 2010 | Dynamite                                  | Alex Herron      |
| 2010 | Second Chance                             | Emil Nava        |
| 2010 | Shine a Light                             |                  |
| 2010 | Higher (Version 1 mit Kylie Minogue)      | Alex Herron      |
| 2010 | Higher (Version 2 mit Travie McCoy)       | Alex Herron      |
| 2011 | Falling in Love                           | Phil Heyes       |
| 2011 | Telling the World                         | Alex Herron      |
| 2011 | Little Bad Girl                           |                  |
| 2011 | Hangover                                  | Martin Weisz     |
| 2011 | Troublemaker                              | Martin Weisz     |
| 2012 | There She Goes                            | Alex Herron      |
| 2012 | Fast Car                                  | Colin Tilley     |

## Promoveröffentlichungen
Promo-Singles
- 2011: Falling in Love

## Statistik

### Chartauswertung
|                     | DE    | AT    | CH    | UK    | US    |
| ------------------- | ----- | ----- | ----- | ----- | ----- |
| Nummer-eins-Alben   | DE—DE | AT—AT | CH—CH | UK—UK | US—US |
| Top-10-Alben        | DE—DE | AT—AT | CH—CH | UK—UK | US1US |
| Alben in den Charts | DE2DE | AT2AT | CH2CH | UK3UK | US1US |

|                       | DE     | AT     | CH    | UK     | US    |
| --------------------- | ------ | ------ | ----- | ------ | ----- |
| Nummer-eins-Singles   | DE—DE  | AT1AT  | CH2CH | UK2UK  | US1US |
| Top-10-Singles        | DE8DE  | AT7AT  | CH7CH | UK9UK  | US2US |
| Singles in den Charts | DE11DE | AT10AT | CH8CH | UK17UK | US6US |

### Auszeichnungen für Musikverkäufe
| Land/RegionAuszeichnungen für Musikverkäufe (Land/Region, Auszeichnungen, Verkäufe, Quellen) | Silber     | Gold       | Platin       | Diamant  | Verkäufe   | Quellen                                                                               |
| -------------------------------------------------------------------------------------------- | ---------- | ---------- | ------------ | -------- | ---------- | ------------------------------------------------------------------------------------- |
| Australien (ARIA)                                                                            | —          | 3× Gold3   | 19× Platin19 | —        | 1.435.000  | aria.com.au                                                                           |
| Belgien (BRMA)                                                                               | —          | 5× Gold5   | —            | —        | 75.000     | ultratop.be                                                                           |
| Brasilien (PMB)                                                                              | —          | Gold1      | 2× Platin2   | Diamant1 | 400.000    | pro-musicabr.org.br                                                                   |
| Dänemark (IFPI)                                                                              | —          | 2× Gold2   | 8× Platin8   | —        | 300.000    | ifpi.dk                                                                               |
| Deutschland (BVMI)                                                                           | —          | 9× Gold9   | 9× Platin9   | —        | 3.950.000  | musikindustrie.de                                                                     |
| Frankreich (SNEP)                                                                            | —          | —          | —            | —        | 479.400    | Einzelnachweise                                                                       |
| Indonesien (ASIRI)                                                                           | —          | Gold1      | —            | —        | 10.000     | Einzelnachweise                                                                       |
| Italien (FIMI)                                                                               | —          | 2× Gold2   | 5× Platin5   | —        | 295.000    | fimi.it                                                                               |
| Kanada (MC)                                                                                  | —          | 2× Gold2   | 9× Platin9   | —        | 800.000    | musiccanada.com                                                                       |
| Neuseeland (RMNZ)                                                                            | —          | 4× Gold4   | 6× Platin6   | —        | 180.000    | aotearoamusiccharts.co.nz NZ2 (Memento vom 24. Juli 2011 im Internet Archive) NZ3 NZ4 |
| Österreich (IFPI)                                                                            | —          | 5× Gold5   | 4× Platin4   | —        | 185.000    | ifpi.at AT2                                                                           |
| Schweden (IFPI)                                                                              | —          | 2× Gold2   | 3× Platin3   | —        | 160.000    | sverigetopplistan.se                                                                  |
| Schweiz (IFPI)                                                                               | —          | 3× Gold3   | 9× Platin9   | —        | 315.000    | hitparade.ch                                                                          |
| Singapur (RIAS)                                                                              | —          | Gold1      | —            | —        | 5.000      | rias.org.sg                                                                           |
| Spanien (Promusicae)                                                                         | —          | 3× Gold3   | Platin1      | —        | 150.000    | elportaldemusica.es                                                                   |
| Südkorea (KMCA)                                                                              | —          | —          | —            | —        | 201.288    | Einzelnachweise                                                                       |
| Vereinigte Staaten (RIAA)                                                                    | —          | Gold1      | 14× Platin14 | —        | 15.536.000 | riaa.com                                                                              |
| Vereinigtes Königreich (BPI)                                                                 | 4× Silber4 | 8× Gold8   | 7× Platin7   | —        | 7.733.000  | bpi.co.uk                                                                             |
| Insgesamt                                                                                    | 4× Silber4 | 52× Gold52 | 96× Platin96 | Diamant1 |            |                                                                                       |